# Conflitto del Caprivi
Il conflitto del Caprivi ebbe luogo tra gli anni 1990 e i primi anni 2000 nel Dito di Caprivi, in Namibia, e fu il fallito tentativo dei locali di creare uno Stato autonomo indipendente dal resto del Paese. Il conflitto nacque subito dopo l'indipendenza della Namibia nel 1990, e si protrasse fino alla cessazione dell'attività di guerriglia ribelle nel 2002 circa.

## Antefatti
A causa del suo isolamento rispetto al resto dell'Africa meridionale, il Dito di Caprivi nel XX secolo ha sviluppato un'identità etno-culturale peculiare, che rende le genti che lo abitano molto diverse rispetto a quelle degli Stati confinanti, come anche da quelle della Namibia, nazione della quale è nominalmente parte. Dall'indipendenza della Namibia nel 1990 in poi montarono quindi le tensioni tra il governo di Windhoek e molti locali, che costituirono la milizia indipendentista del Caprivi Liberation Army.

## Il conflitto
Per la prima metà degli anni 1990 le violenze si mantennero sporadiche, e l'attività dei ribelli fu poco più che criminalità comune. Una svolta decisiva al conflitto fu data da Mishake Muyongo, politico namibiano originario del Caprivi e oppositore del presidente della Namibia Sam Nujoma: egli, ormai in aperto contrasto col Capo dello Stato, appoggiò gli indipendentisti e ne riorganizzò lo schieramento, rendendoli entro l'inizio del 1999 una seria minaccia per il controllo namibiano della regione.
Il 2 agosto 1999 si consumò la più importante azione del conflitto: le milizie del CLA attaccarono il capoluogo di Katima Mulilo, tentando di conquistarlo e ottenere così il controllo completo della zona. Nello stesso giorno tuttavia l'attacco fu respinto dalla polizia e dall'esercito namibiano, con grandi perdite per i ribelli, che non furono in grado di riorganizzarsi. Del caos namibiano approfittarono anche le forze ribelli dell'UNITA attive in Angola, che condussero numerose incursioni nel Caprivi.
La guerra portò alla fuga di molte migliaia di caprivini nel vicino Botswana, dove sorsero numerosi campi profughi. Il conflitto proseguì a bassa intensità fino al 2002, quando Muyongo fuggì in Europa e le milizie ribelli cessarono del tutto le proprie attività.